# 후게시다니촌
후게시다니촌(鳳至谷村)은 이시카와현 후게시군에 존재했던 촌이다.

## 역사
- 1889년 4월 1일 - 정촌제 시행에 의해 후게시군 7개 촌의 구역을 가지고 후게시다니촌이 성립하였다.
- 1908년 4월 1일 - 구 오야촌과 합병해 새로운 오야촌이 성립하여, 동일 후게시다니촌이 폐지되었다.

## 참고문헌
- 『輪島市史』